# John Rock (Mediziner)
John Charles Rock (* 24. März 1890 in Marlborough, Massachusetts; † 4. Dezember 1984) war ein US-amerikanischer Gynäkologe.

## Leben
Rock studierte Medizin an der Harvard University. Rock war ein Pionier in der Forschung der Kryokonservierung und In-vitro-Fertilisation. Ab 1952 war Rock an den klinischen Tests der von Gregory Pincus entwickelten Antibabypille in Massachusetts beteiligt. 1955 wurde der Erfolg der klinischen Tests der Antibabypille Enovid verkündet. Enovid wurde 1957 auf dem US-amerikanischen Markt zugelassen. Als Katholik befürwortete er die Antibabypille und setzte sich für eine Änderung der katholischen Haltung in diesem Themenbereich ein; doch trotz seiner Bemühungen, seiner Fernsehauftritte und Radiointerviews erschien 1968 die päpstliche Enzyklika Humanae Vitae, die die Antibabypille verbot. Rock war verheiratet und hatte fünf Kinder.

## Mitgliedschaft
1948 wurde Rock in die American Academy of Arts and Sciences gewählt.